# Abaporu
Abaporu est une peinture à l'huile de l'artiste brésilienne Tarsila do Amaral. C'est l'une des œuvres majeures de la période anthropophage du mouvement moderniste au Brésil.
C'est aujourd'hui la peinture la plus chère du marché brésilien, avec une valeur estimée à 40 millions de dollars. Elle a été achetée par un collectionneur argentin, Eduardo Costantini, pour 2,5 millions de dollars, en 1995, dans une vente aux enchères chez Christie's. Auparavant elle appartenait à un homme d'affaires brésilien, Raul Forbes, depuis 1985. Actuellement, l'œuvre est exposée au Musée de l'art latino-américain de Buenos Aires (MALBA).